# (2073) Janáček
Pour les articles homonymes, voir Janáček (homonymie).
(2073) Janáček est un astéroïde de la ceinture principale.

## Description
(2073) Janáček est un astéroïde de la ceinture principale. Il fut découvert le 19 février 1974 à Bergedorf par Luboš Kohoutek. Il présente une orbite caractérisée par un demi-grand axe de 2,72 UA, une excentricité de 0,11 et une inclinaison de 3,0° par rapport à l'écliptique.
Il est nommé d'après le compositeur tchèque Leoš Janáček (1854-1928).

## Compléments